# Paradise Lost (Band)
Paradise Lost [ˌpæɹədaɪsˈlɒst] ist eine englische Band aus Halifax, West Yorkshire. Ursprünglich aus dem Death Metal stammend, übte sie in den frühen 1990er Jahren entscheidenden Einfluss auf die Entwicklung des Death Doom und des Gothic Metal aus. Die Band benannte sich nach dem epischen Gedicht Paradise Lost des englischen Dichters John Milton.
Derzeit besteht die Gruppe aus dem Sänger Nick Holmes, den Gitarristen Gregor Mackintosh und Aaron Aedy, dem Schlagzeuger Guido Zima Montanarini sowie dem Bassisten Steve Edmondson.

## Bandgeschichte

### 1980er Jahre
Beeinflusst durch Gruppen wie Celtic Frost und Candlemass entschlossen sich Nick Holmes, Gregor Mackintosh und Matthew Archer Ende 1987, Paradise Lost zu gründen. Im Jahr darauf komplettierten Aaron Aedy und Steve Edmondson die Band. Edmondson übernahm dabei den Bass, sodass sich Holmes, der anfangs diese Funktion nebenbei ausübte, auf den Gesang und die Texte konzentrieren konnte. Bis 1989 wurden drei Demos veröffentlicht: das im Dezember 1988 eingespielte Tape Paradise Lost sowie Frozen Illusion und Plains of Desolation. Auf diesen zelebrierten Paradise Lost Death Metal mit Doom-Einflüssen und machten sich damit in der englischen Death-Metal-Szene neben Gruppen wie Bolt Thrower schnell einen Namen. Sie unterschrieben in der Folge einen Plattenvertrag beim englischen Label Peaceville Records und veröffentlichten dort im Jahre 1990 das Debütalbum Lost Paradise, auf dem sie ähnlich wie auf den Demos düsteren Doom-/Death-Metal spielten. Im folgenden Jahr erschien das Album Gothic, ein Referenzwerk, das einem ganzen Genre, nämlich dem Gothic Metal, seinen Namen geben sollte. Obwohl die Death-Metal-Einflüsse im Gesang auf diesem Album noch vorherrschend waren, wurde nun bei drei Liedern weiblicher Gesang der Gastsängerin Sarah Marrion verwendet, Orchesterpassagen und Keyboardklänge wurden erstmals eingesetzt. Zu der Zeit waren Paradise Lost ein Teil der später sogenannten „Big Three“ des Doom Metal zusammen mit My Dying Bride und Anathema, die alle bei Peaceville unter Vertrag standen.

### 1990er Jahre

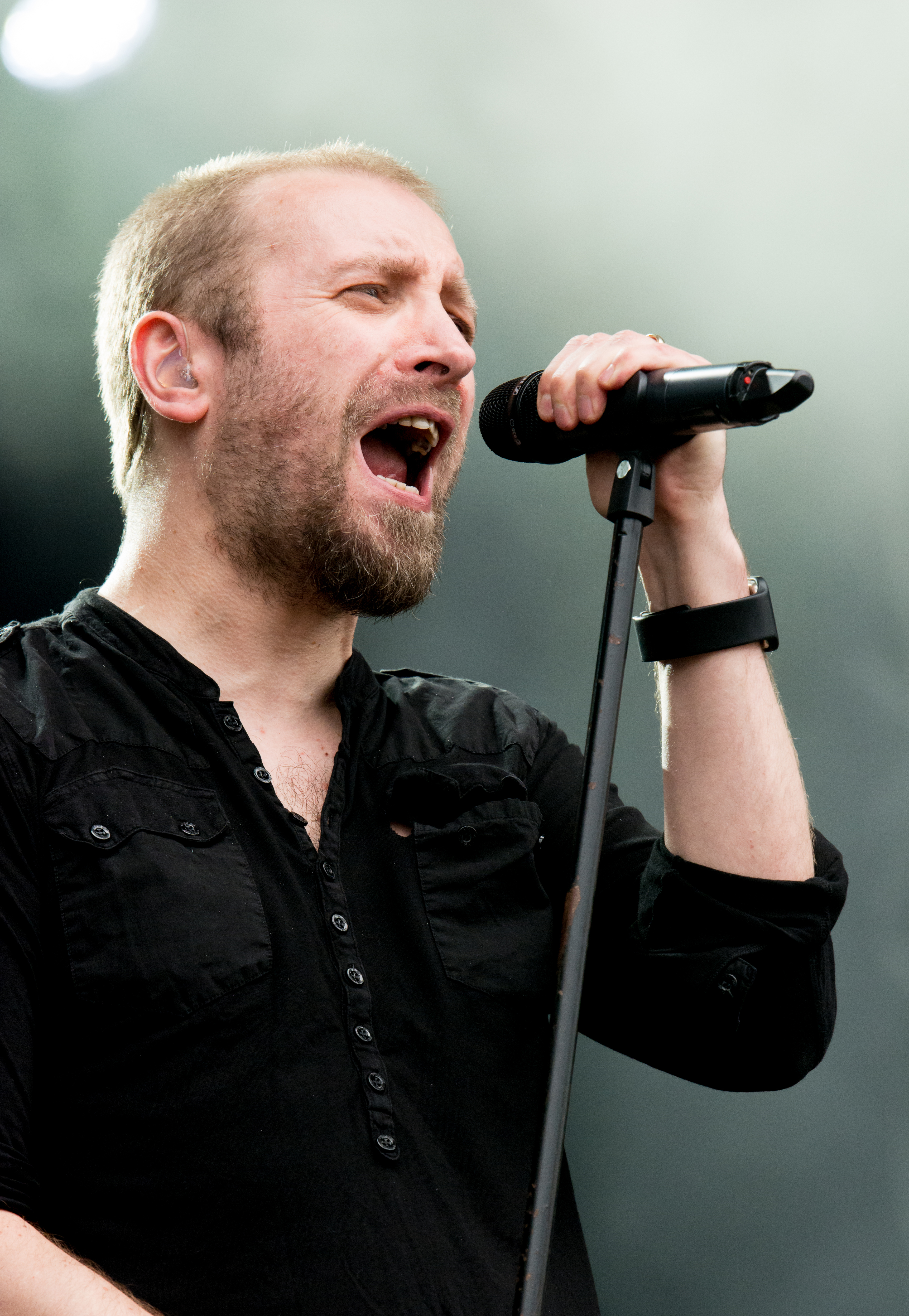
Nick Holmes live 2016

Mit dem dritten Album Shades of God erfolgte 1992 der Wechsel zu Music for Nations. Das alte, verschnörkelte Logo – Markenzeichen vieler Death-Metal-Bands – war verschwunden und auch der Klang hatte sich im Vergleich zu den beiden Vorgängeralben gewandelt, insbesondere an Nick Holmes’ Gesang wurde eine Abkehr vom Death Metal offenkundig, insofern lässt sich dieses Album am ehesten als Doom Metal mit leichten Death-Metal-Einflüssen beschreiben. Das auf der CD-Version als Bonustitel enthaltene Lied As I Die gehört zu den erfolgreichsten der Band. Auf dem 1993 veröffentlichten Album Icon waren kaum noch Death-Metal-Einflüsse zu hören. In der Folge bestritt man Tourneen u. a. mit Sepultura. 1995 veröffentlichte die Band das Album Draconian Times und erreichte innerhalb der Metal-Szene ihre größte Popularität, unter anderem spielte sie vor 120.000 Zuschauern als Headliner auf dem Dynamo Open Air.
Ab Mitte der 1990er Jahre veränderte die Band ihren Stil mit jeder neuen Veröffentlichung signifikant, wobei vor allem die stärkere Miteinbeziehung elektronischer Elemente die Richtung vorgab. So überraschte das 1997er-Album One Second durch teils bedächtigeres, aber andererseits auch dynamischeres Songwriting. Rezensenten befürchteten, ältere Fans könnten vor den Kopf gestoßen werden, nannten die Platte aber auch ein „rundes und aufregendes Rock-Album der Spitzenklasse“.
Höhepunkt dieser Entwicklung war das Album Host von 1999, dessen elektronische Klänge und ruhige Grundstimmung stark an Depeche Mode erinnerten und außer einer immanenten Melancholie nichts mehr mit dem Gothic Metal gemein hatten. Der Frage nach der Zuordnung zu einem musikalischen Stil begegnete Sänger Nick Holmes mit der eigenen Genredefinition Dark Rock.

„Uns ging es, ohne viel nachzudenken, immer darum, die Musik zu machen, die wir selbst hören. […] Gregor hatte nie etwas mit Metal zu tun. Seit ich ihn kenne, hört er Punk und Gothic. Ich selbst höre einfach alles, von Thrash über Pop bis hin zu Klassik. Wenn ein Song gut ist und man ihn liebt, sollte man dazu stehen.“

### 2000er Jahre
In der Folge wandte sich die Band mit ihrem 2001 veröffentlichten Album Believe in Nothing und der 2002 erschienenen Platte Symbol of Life sukzessive wieder härteren Tönen zu, ohne jedoch zu ihren Wurzeln im Metal zurückzukehren.
Ende Februar 2005 erschien das zehnte Album der Band, schlicht Paradise Lost betitelt. In der limitierten Ausgabe waren zusätzlich String-Dub-Mixes von Over the Madness und Don’t Belong enthalten.
Das elfte Studioalbum mit dem Titel In Requiem erschien am 18. Mai 2007. Noch vor dem offiziellen Verkaufsdatum kürte das Magazin Metal Hammer In Requiem zum Album des Monats. Es weist Einflüsse von Shades of God oder Icon auf, vernachlässigt dabei, wie auch Nick Holmes meinte, nicht Paradise Losts musikalisches Schaffen der letzten zehn Jahre. Wie schon bei den beiden Vorgängeralben gab es neben einer Standardversion noch eine limitierte Version, die zwei Bonustitel enthielt. Im November 2007 wurde eine DVD-Dokumentation mit dem Titel Over the Madness veröffentlicht.
Am 23. Mai 2008 erschien eine Live-DVD sowie -CD mit dem Titel The Anatomy of Melancholy. Das Konzert hierfür fand am 12. April 2007 in London statt. Im August 2008 erklärte Schlagzeuger Jeff Singer seinen Ausstieg bei Paradise Lost aus persönlichen Gründen. Die Position des Schlagzeugers wurde im März 2009 mit Adrian Erlandsson besetzt, der bereits bei At the Gates, Nemhain, The Haunted, Samsas Traum und Cradle of Filth aktiv war.
Am 25. September 2009 erschien in Deutschland und Europa das zwölfte Studio-Album Faith Divides Us – Death Unites Us. Auf der anschließenden Europatournee wurde Gregor Mackintosh wegen eines Krankheitsfalles in seiner Familie durch Milly Evans, den Keyboarder von Terrorvision, ersetzt.

### 2010er Jahre
Die DVD Draconian Times MMXI wurde am 4. November 2011 veröffentlicht. Neben diversen Bonusmaterial ist ein Mitschnitt eines Konzerts vom 1. April 2011 in London enthalten. Aus Anlass des 15-jährigen Jubiläums wurde hierbei das Studio-Album Draconian Times aus dem Jahre 1995 komplett live gespielt.
Tragic Idol ist das 13. Studioalbum der Band. Es erschien am 20. April 2012 in Deutschland, am 23. April im übrigen Europa und am 24. April 2012 in den USA.
Zum 25-jährigen Band-Jubiläum veröffentlichte Paradise Lost am 18. Oktober 2013 die Kompilation Tragic Illusion 25 (The Rarities). Dieses Album enthält den neuen Song Loneliness Remains und neu aufgenommene Versionen von Gothic und Our Savior.
Am 1. Juni 2015 wurde das Album The Plague Within veröffentlicht, das wieder stark vom Death Doom geprägt ist und eine deutliche Rückkehr zu den Wurzeln der Band markiert.
Ein weiteres Live-Album mit dem Titel Symphony for the Lost wurde weltweit am 20. November 2015 veröffentlicht. Aufgenommen wurde dieses in bulgarischen Plowdiw und vom Orchester der Staatsoper Plovdiv und dem Rodna-Pesen-Chor unterstützt.
Im Juni 2016 gab Adrian Erlandsson bekannt, dass er die Band verlassen hat. Als Grund gab er an, dass ihm neben seinen anderen Projekten die Zeit fehle. Als Nachfolger wurde der Finne Waltteri Väyrynen kurz darauf bestätigt.
Am 1. September 2017 wurde das Album Medusa beim neuen Label Nuclear Blast veröffentlicht, das sogar noch stärker als der Vorgänger Bezüge zum Death Doom der frühen 90er Jahre enthält.

### 2020er Jahre
Das jüngste Studioalbum Obsidian erschien am 15. Mai 2020. Ein Jahr später, am 16. Juli 2021, erschien der Konzertmitschnitt At the Mill als Live-Album und Konzertfilm. Besonderheit dieses Livealbums ist, dass es Pandemie bedingt im Internet am 5. November 2020 weltweit im Internet ausgestrahlt wurde. Hintergrund des Konzerts ist, dass hierfür bereits ein Kartenvorverkauf angelaufen war. Besitzer einer physischen Karte durften bei der Konzertausstrahlung teilnehmen. Doch das Konzert selbst fand nicht vor physisch anwesendem Publikum statt. So sind auf den Konzertaufnahmen dieser Doppel-LP auch keine Fans zu hören.

„„Aufgrund des Verbotes von Livemusik mussten wir uns wie viele andere Bands anpassen und etwas tun, von dem wir niemals gedacht hätten, dass wir es tun müssten. Nein, nicht wie Metallica Regale bei Aldi stapeln, sondern eine Show in einer nicht mehr in Betrieb befindlichen Mühle in Yorkshire spielen, bei der sonst niemand anwesend ist. Wir haben uns dagegen entschieden, uns vorzustellen, dass Publikum mit im Raum wäre, und entschieden uns stattdessen für eine eher morbide Version einer Live-Lounge-Show. Wir waren zwar nie mit irgendetwas zufrieden, aber mit dem Ergebnis waren wir etwas weniger unglücklich. Es hat auch fast Spaß gemacht, zum ersten Mal etwas von unserem neuen Album Obsidian im Set zu spielen. Wir können nun ankündigen, dass wir diese Show als offizielle CD/Blu-Ray und Vinyl mit dem fantasievollen Titel At The Mill veröffentlichen werden.““

Im Winter 2021 veröffentlichte Paradise Lost ihr bahnbrechendes Zweitwerk Gothic als Jubiläumsausgabe The Lost and the Painless. In dieser Werkschau ihres frühesten Schaffens Ende der Achtziger und Anfang der Neunziger Jahre sind neben dem kompletten neu abgemischten Album Gothic auch das Erstlingswerk Lost Paradise ebenfalls in einer neuen Klangausgabe, sowie das Demo Paradise Lost von 1988, die Gothic E.P. und die Konzertmitschnitte Live Death in Bradford 1989, Live In Liverpool 1989 und Live in Ludwigsburg 1991 enthalten. Ein 92-seitiges Buch des Musikjournalisten Nick Ruskell gibt Auskunft über die Frühzeit der Band.
Am 5. Februar 2022 präsentiert Paradise Lost im Klub Warehouse im britischen Leeds ihr jüngstes Studioalbum Obsidian in vollständiger Form. Dieses Konzert ist Auftakt einer Konzertreise, die zunächst durchs Vereinigte Königreich führt und im Frühjahr und Sommer auf dem europäischen Kontinent fortgesetzt wird. Kurz vor dieser Europa-Tour gab Schlagzeuger Waltteri Väyrynen bekannt, Paradise Lost zu verlassen. Als Ersatz für die Tour springt vorerst Strigoi-Schlagzeuger Guido Zima Montanarini ein. Im April 2023 wurde bekannt, dass der zunächst als Live-Schlagzeuger tätige Montanarini festes Mitglied der Band wird.
Am 1. Dezember 2023 veröffentlichten Paradise Lost eine Neuaufnahme zum 30. Jahrestag ihres Albums Icon. Da Paradise Lost gemäß des seinerzeitigen Plattenvertrages keine eigenen Rechte an der ursprünglichen Aufnahme und dem Artwork hatten, spielten sie dieses Album noch einmal komplett neu ein und veröffentlichten es mit einem neuen Albumcover unter dem Titel „Icon 30“.

## Diskografie
Studioalben

| Jahr | Titel Musiklabel                                 | Höchstplatzierung, Gesamtwochen, AuszeichnungChartplatzierungen (Jahr, Titel, Musiklabel, Platzierungen, Wochen, Auszeichnungen, Anmerkungen) | Höchstplatzierung, Gesamtwochen, AuszeichnungChartplatzierungen (Jahr, Titel, Musiklabel, Platzierungen, Wochen, Auszeichnungen, Anmerkungen) | Höchstplatzierung, Gesamtwochen, AuszeichnungChartplatzierungen (Jahr, Titel, Musiklabel, Platzierungen, Wochen, Auszeichnungen, Anmerkungen) | Höchstplatzierung, Gesamtwochen, AuszeichnungChartplatzierungen (Jahr, Titel, Musiklabel, Platzierungen, Wochen, Auszeichnungen, Anmerkungen) | Anmerkungen                                                                                   |
| Jahr | Titel Musiklabel                                 | DE | AT | CH | UK | Anmerkungen                                                                                   |
| ---- | ------------------------------------------------ | --- | --- | --- | --- | --------------------------------------------------------------------------------------------- |
| 1990 | Lost Paradise Peaceville Records                 | — | — | — | — | Erstveröffentlichung: 5. Februar 1990                                                         |
| 1991 | Gothic Peaceville Records                        | — | — | — | — | Erstveröffentlichung: 19. März 1991                                                           |
| 1992 | Shades of God Music for Nations                  | — | — | — | — | Erstveröffentlichung: 14. Juli 1992                                                           |
| 1993 | Icon Music for Nations                           | DE31 (13 Wo.)DE | — | — | — | Erstveröffentlichung: 28. September 1993 Wiederveröffentlichung: 1. Dezember 2023 als Icon 30 |
| 1995 | Draconian Times Music for Nations                | DE15 (14 Wo.)DE | AT21 (9 Wo.)AT | CH20 (4 Wo.)CH | UK16 (3 Wo.)UK | Erstveröffentlichung: 12. Juni 1995                                                           |
| 1997 | One Second Music for Nations                     | DE8 (10 Wo.)DE | AT10 (12 Wo.)AT | CH40 (4 Wo.)CH | UK31 (2 Wo.)UK | Erstveröffentlichung: 14. Juli 1997                                                           |
| 1999 | Host EMI                                         | DE4 (8 Wo.)DE | AT33 (4 Wo.)AT | — | UK61 (1 Wo.)UK | Erstveröffentlichung: 28. April 1999                                                          |
| 2001 | Believe in Nothing EMI                           | DE10 (6 Wo.)DE | AT31 (6 Wo.)AT | CH41 (4 Wo.)CH | — | Erstveröffentlichung: 29. Januar 2001                                                         |
| 2002 | Symbol of Life Gun Records                       | DE16 (6 Wo.)DE | — | CH77 (1 Wo.)CH | — | Erstveröffentlichung: 21. Oktober 2002                                                        |
| 2005 | Paradise Lost Gun Records                        | DE18 (4 Wo.)DE | AT34 (2 Wo.)AT | CH59 (2 Wo.)CH | — | Erstveröffentlichung: 17. März 2005                                                           |
| 2007 | In Requiem Century Media                         | DE12 (4 Wo.)DE | AT28 (2 Wo.)AT | CH41 (2 Wo.)CH | — | Erstveröffentlichung: 21. Mai 2007                                                            |
| 2009 | Faith Divides Us – Death Unites Us Century Media | DE22 (3 Wo.)DE | AT54 (1 Wo.)AT | CH52 (1 Wo.)CH | — | Erstveröffentlichung: 25. September 2009                                                      |
| 2012 | Tragic Idol Century Media                        | DE6 (5 Wo.)DE | AT15 (3 Wo.)AT | CH23 (2 Wo.)CH | UK73 (1 Wo.)UK | Erstveröffentlichung: 18. April 2012                                                          |
| 2015 | The Plague Within Century Media                  | DE7 (4 Wo.)DE | AT14 (1 Wo.)AT | CH21 (2 Wo.)CH | UK51 (1 Wo.)UK | Erstveröffentlichung: 1. Juni 2015                                                            |
| 2017 | Medusa Nuclear Blast                             | DE6 (4 Wo.)DE | AT15 (2 Wo.)AT | CH14 (2 Wo.)CH | UK56 (1 Wo.)UK | Erstveröffentlichung: 1. September 2017                                                       |
| 2020 | Obsidian Nuclear Blast                           | DE2 (6 Wo.)DE | AT5 (2 Wo.)AT | CH4 (4 Wo.)CH | UK32 (1 Wo.)UK | Erstveröffentlichung: 15. Mai 2020 # 1 der deutschen Vinylcharts                              |

## Galerie

Paradise Lost, Line-Up beim Rockharz Open Air 2018
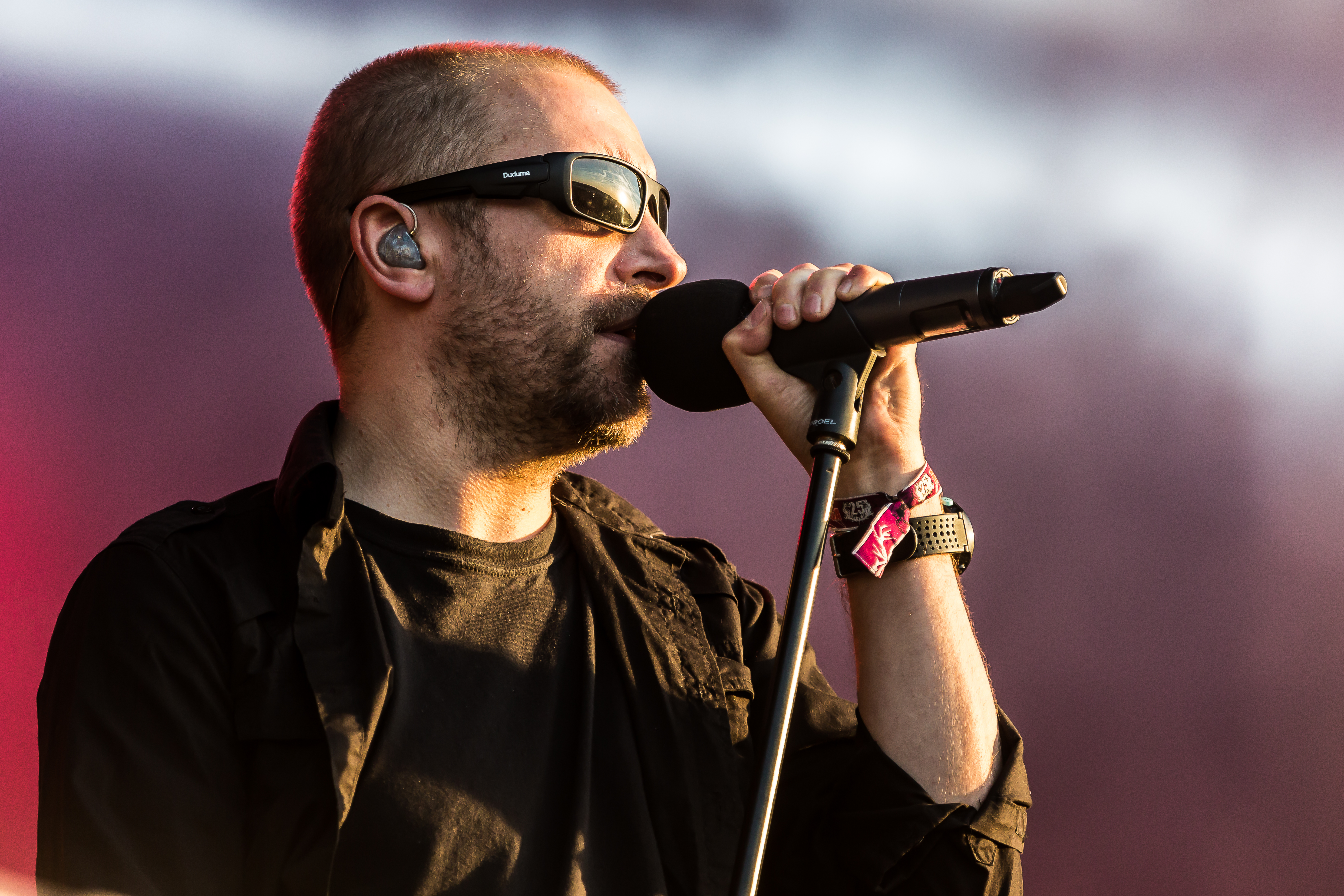
Sänger Nick Holmes
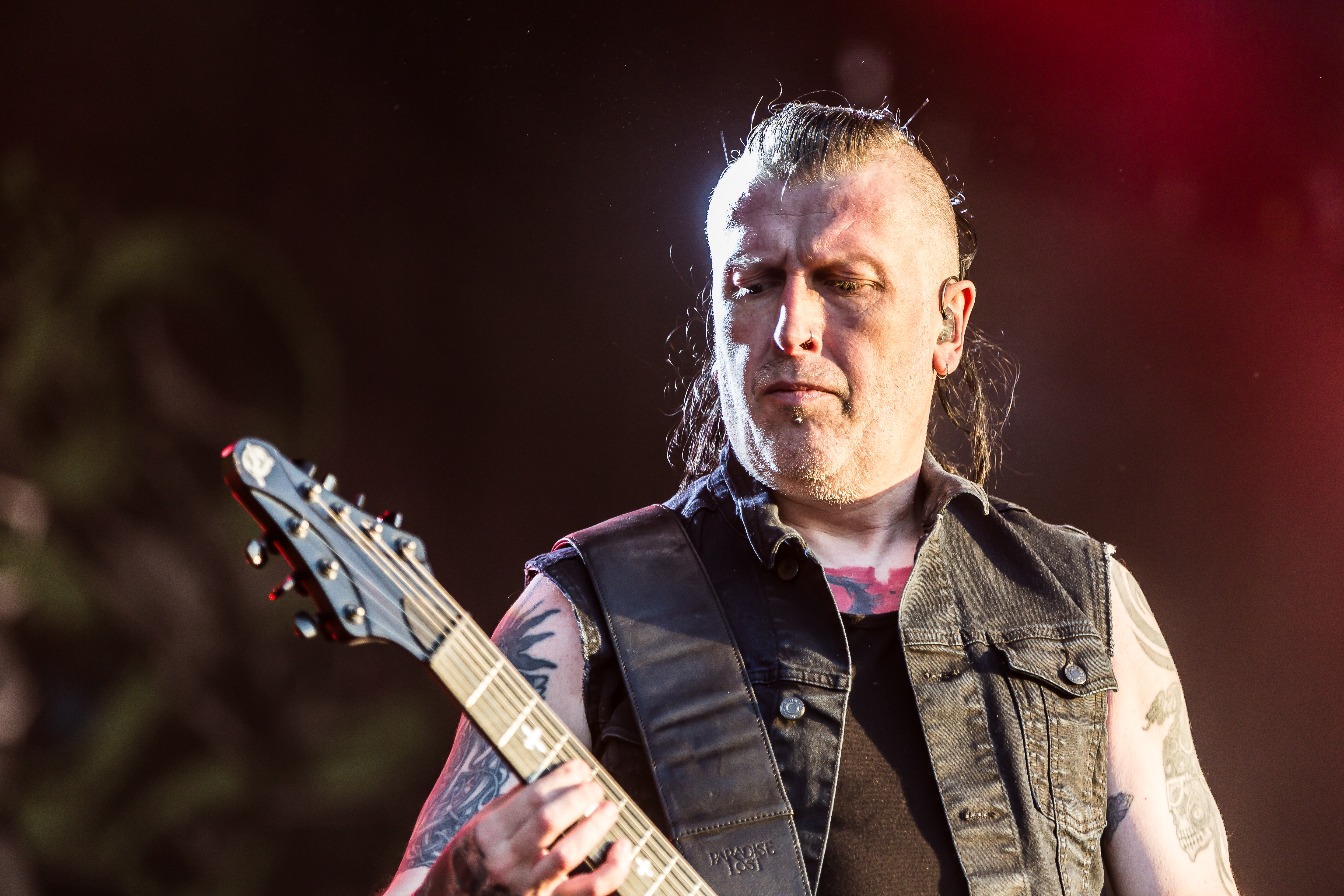
Lead-Gitarrist Gregor Mackintosh
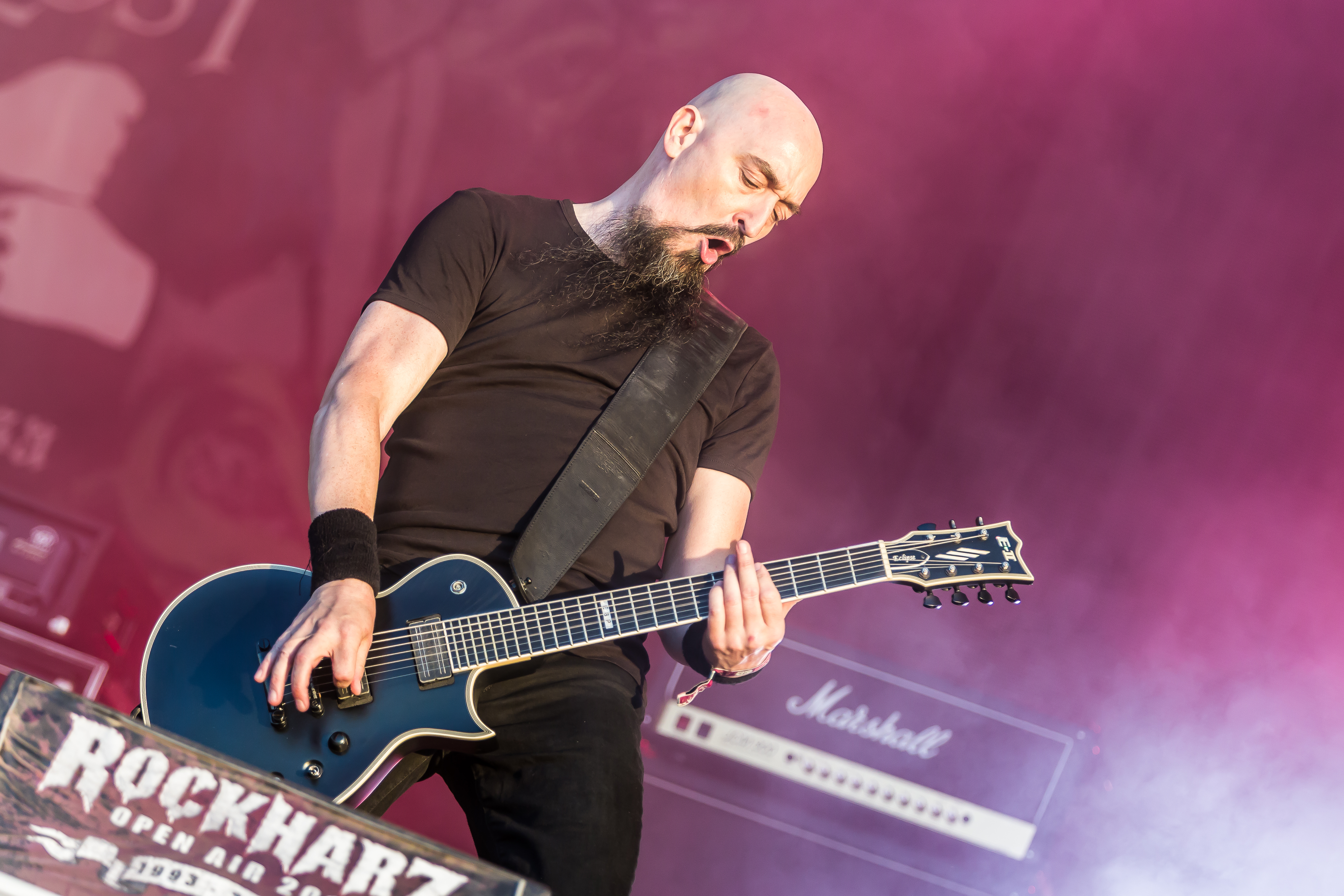
Rhythmus-Gitarrist Aaron Aedy
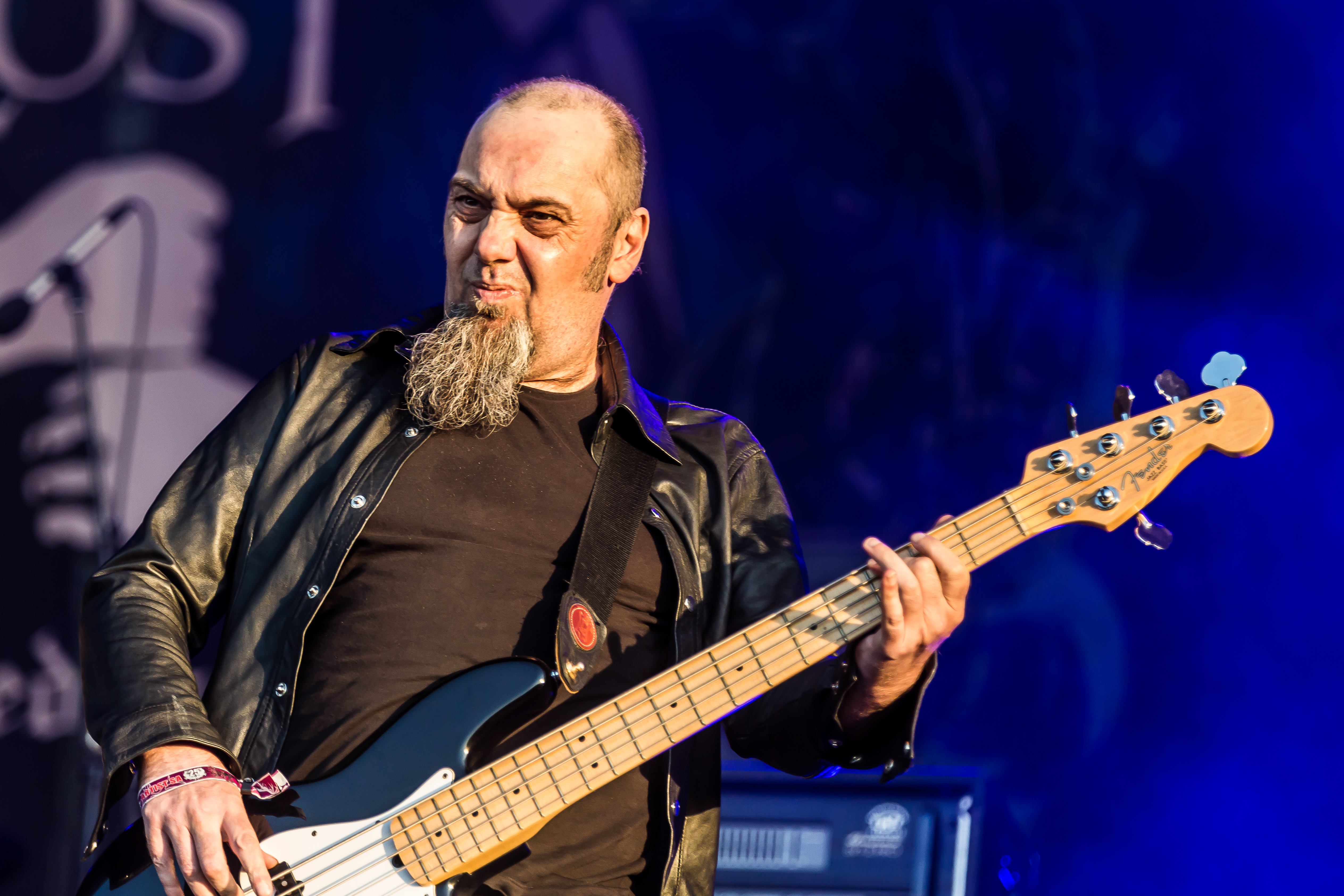
Bassist Steve Edmondson
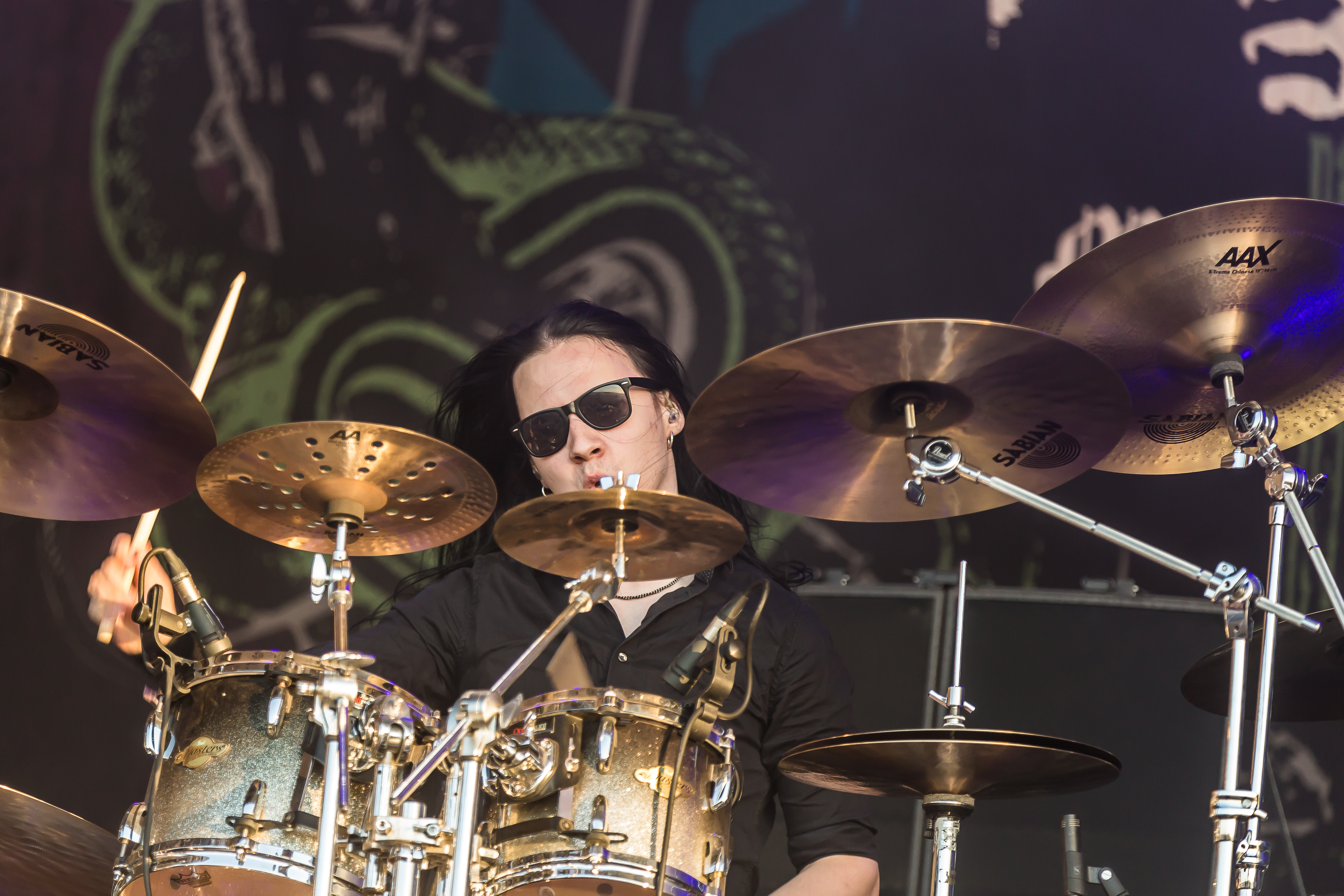
Schlagzeuger Waltteri Väyrynen